# Nieuw-Zeeland op de Olympische Winterspelen 1992
Tijdens de Olympische Winterspelen van 1992, die in Albertville (Frankrijk) werden gehouden, nam Nieuw-Zeeland voor de negende keer deel.

## Medailleoverzicht
| Sport       | Olympiër          | Discipline | Medaille |
| ----------- | ----------------- | ---------- | -------- |
| Alpineskiën | Annelise Coberger | slalom (v) | Zilver   |

## Deelnemers en resultaten

### Alpineskiën
| Olympiër          | Discipline       | Resultaat | Prestatie                       |
| ----------------- | ---------------- | --------- | ------------------------------- |
| Simon Wi Rutene   | super g (m)      | 42e       | 1.17,86 (+4,82)                 |
| Simon Wi Rutene   | reuzenslalom (m) | 28e       | 2.15,61 (+8,63) 1.09,52+1.06,09 |
| Simon Wi Rutene   | slalom (m)       | dnf-1     | opgave run 1                    |
| Annelise Coberger | slalom (v)       | Zilver    | 1.33,10 (+0,42) 49,02+44,08     |

### Shorttrack
| Olympiër                                                  | Discipline           | Resultaat | Prestatie                                                                   |
| --------------------------------------------------------- | -------------------- | --------- | --------------------------------------------------------------------------- |
| Mike McMillen                                             | 1000 m (m)           | 4e        | Finale: 1.31,32, hf 1 (2e): 1.31,60, kf 3 (2e): 1.32,69, vr 8 (1e): 1.33,57 |
| Chris Nicholson                                           | 1000 m (m)           | 17e       | dnq, vr 1 (3e): 1.33,45                                                     |
| Mike McMillen Andrew Nicholson Chris Nicholson Tony Smith | 5000 m aflossing (m) | 4e        | Finale: 7.18,91, hf 1 (2e): 7.22,38, vr 3 (1e): 7.21,31                     |

Algerije · Amerikaanse Maagdeneilanden · Andorra · Argentinië · Australië · België · Bermuda · Bolivia · Brazilië · Bulgarije · Canada · Chili · China · Chinees Taipei · Costa Rica · Cyprus · Denemarken · Duitsland · Estland · Filipijnen · Finland · Frankrijk · Gezamenlijk team · Griekenland · Groot-Brittannië · Honduras · Hongarije · Ierland · IJsland · India · Italië · Jamaica · Japan · Joegoslavië · Kroatië · Letland · Libanon · Liechtenstein · Litouwen · Luxemburg · Marokko · Mexico · Monaco · Mongolië · Nederland · Nederlandse Antillen · Nieuw-Zeeland · Noord-Korea · Noorwegen · Oostenrijk · Polen · Puerto Rico · Roemenië · San Marino · Senegal · Slovenië · Spanje · Swaziland · Tsjecho-Slowakije · Turkije · Verenigde Staten · Zuid-Korea · Zweden · Zwitserland